# Paul Feldkeller
Paul Feldkeller (* 12. April 1889 in Danzig; † 20. Januar 1972 vermutlich in Hameln) war ein deutscher Philosoph und Psychologe.
Nach seiner Promotion nahm Feldkeller am Ersten Weltkrieg teil, ohne dabei auf seine Studien zu verzichten. Anschließend wirkte er in verschiedenen Bereichen, die Philosophiegeschichte, Religionsphilosophie und andere Gebiete umfassen, als Herausgeber und Autor.
Nach dem Zweiten Weltkrieg arbeitete Feldkeller für den Berliner Magistrat, sein Umzug in seine neue Westberliner Dienststelle führte zu einem Konflikt mit den Behörden und einer kurzzeitigen Inhaftierung. Nach seiner Freilassung war er auch als Hochschullehrer tätig, zuletzt arbeitete er als Chefpychologe des Westberliner Landesarbeitsamts. Feldkellers bekanntestes Werk wurde jedoch kein philosophisches, sondern Der Brief des Kaufmanns, ein Lehr- und Übungsbuch für den kaufmännischen Schriftverkehr, das zahlreiche Auflagen erfuhr.

## Leben
Feldkellers Biografie lässt sich teilweise nur lückenhaft und mit ungefähren Zeitangaben rekonstruieren. 1913 wurde er in Tübingen mit einer 1914 erschienenen Dissertation Untersuchungen über normatives und nicht normatives Denken promoviert, sein Doktorvater war Karl Groos. Zu dieser Zeit publizierte Feldkeller auch einige Aufsätze, darunter Die Logik des Eides in der Zeitschrift für die gesamte Strafrechtswissenschaft und eine Betrachtung über den Anteil des Denkens am musikalischen Kunstgenuss in der Zeitschrift für Ästhetik und allgemeine Kunstwissenschaft.
Am Ersten Weltkrieg nahm Feldkeller teil, ohne dabei auf wissenschaftliche Studien zu verzichten. Nachdem er zu Anfang des Krieges diesem noch eine für die Kultur (Feldkeller sprach hierbei von Intelligenz) förderliche Wirkung zugeschrieben hatte, erschien gegen Ende des Krieges der erste Teil seines Werkes Der Patriotismus, in dem er einen nationalistischen und imperialistischen Überschwang der Kriegspublizistik kritisierte (ein weiterer Teil erschien nicht mehr, jedoch 1919 eine Fortführung unter dem Titel Vaterland). Fortan arbeitete Feldkeller offenbar als eine Art Privatgelehrter mit engem Kontakt zu Hochschullehrern und wissenschaftlichen Gesellschaften (so gehörte er seit 1920 der Kant-Gesellschaft an). Von 1923 bis 1926 gab er im Reichl Verlag Reichls Philosophischen Almanach und von 1927 bis 1931 den Philosophischen Weltanzeiger heraus (für beide jeweils drei Ausgaben). Im von Hermann Keyserling ebenfalls bei Reichl herausgegebenen Der Leuchter. Jahrbuch der Schule der Weisheit. verfasste Feldkeller eine Reihe von Beiträgen.
In den Jahren 1934 und 1937 nahm Feldkeller an den Internationalen Philosophenkongressen in Prag und Paris teil, dort traf er auf mittlerweile emigrierte Bekannte. In Prag sprach er über Geophilosophie und Historiurgie, in Paris über die Personalität des Welt-Logos. Feldkeller veröffentlichte in jenen Jahren auch in Feuilletons von Zeitungen, die noch nicht direkt der NSDAP zugehörig waren, davon vermutlich am häufigsten in der Deutschen Allgemeinen Zeitung. Als Sonderkorrespondent berichtete er u. a. im April 1939 von der Hauptversammlung der Deutschen Shakespeare-Gesellschaft in Weimar. Während des Zweiten Weltkriegs konnte Feldkeller kaum in größerem Maße publizieren, zum 1940 erschienenen Buch seines Freundes Bernhard Hecke Die Tierseele steuerte er einen Beitrag über Raffael bei. Für das deutsche Besatzungsorgan Brüsseler Zeitung schrieb Feldkeller über die neuesten Entwicklungen in den positiven Wissenschaften. Auch für den Westdeutschen Beobachter war er als Mitarbeiter tätig.
Mit seinem am 23. November 1945 im Tagesspiegel erschienenen Aufsatz Wider die Propaganda meldete Feldkeller sich erstmals nach dem Krieg wieder zu Wort. Vermutlich ab 1946 arbeitete er in der Abteilung Arbeit des Berliner Magistrats, wo er besonders mit der Leitung der psychologischen Eignungsprüfungen befasst war. Am 30. Oktober 1948 meldete der Tagesspiegel, dass Feldkeller seine Arbeitsunterlagen und Forschungsmaterialien zu seiner neuen Westberliner Dienststelle habe bringen wollen und daran von der Ostberliner Polizei gehindert worden sei, worauf er seine Arbeitsunterlagen in einen Rucksack verstaut, sich diesen aus einem Fenster habe zuwerfen lassen und dann geflohen sei. Daraufhin sei Feldkeller noch einmal in den Ostsektor zu einer Polizeidienststelle zurückgekehrt, um nachzuweisen, dass dieses Material sein Eigentum gewesen sei, worauf er als Dieb verhaftet worden sei. Die durch die Rote Armee herausgegebene Tägliche Rundschau beschuldigte ihn, ein Saboteur zu sein. Er dürfte jedoch rasch wieder freigekommen sein, da er am 14. November 1948 von Berlin-Wilmersdorf aus einen Brief an den Hauptreferenten Reinhard im Magistrat von Groß-Berlin, Abteilung Volksbildung, verfasste, das ein Memorandum zur Schaffung eines „Psycho-politischen Forschungs-Instituts“ enthielt.
Eine weitere unmittelbare Nachkriegstätigkeit war Feldkellers Unterstützung der Wiederbelebung der Kant-Gesellschaft, die jedoch zunächst nur kurzzeitig im Rahmen des Kulturbunds gelang, bis sie Mitte der 1950er Jahre in Westdeutschland neu entstand. Das Erbe Arthur Lieberts, des einstigen geschäftsführenden Präsidenten der Kant-Gesellschaft, wurde jedoch bereits vorher in Westberlin in Form der Zeitschrift Philosophische Studien fortgesetzt. Letztere erschien von 1949 bis 1951 bei De Gruyter und zählte auch Feldkeller zum Herausgeberkreis. Neben Feldkellers Aufsatz Aufsatz über die antike Lehre vom denkenden Sein (1950) erschien dort auch eine Besprechung von dessen Buch Das unpersönliche Denken durch Gustav Wyneken.
Wahrscheinlich ab 1948 hielt Feldkeller Vorlesungen an der Deutschen Hochschule für Politik. 1949 erschien bei De Gruyter das vorgenannte Werk Das unpersönliche Denken. Ansonsten arbeitete Feldkeller nach wie vor in der Westberliner Verwaltung, zuletzt als Chefpsychologe des Landesarbeitsamts, wo er, inzwischen in Berlin-Buckow wohnhaft, bis 1956 verblieb. Anschließend erschienen noch zwei Werke von ihm, 1957 im Selbstverlag Raffaels Freske „Die Philosophie“, genannt „Die Schule von Athen“, eine Betrachtung über dieses bekannte Werk Raffaels, sowie 1967 das Wörterbuch der Psychopolitik, in dem er sein Gesamtwerk zusammenfasste.
Feldkeller war zweimal verheiratet, seine erste Frau Frida Johanna Feldkeller geb. Krähe starb im Januar 1958 nach 43 Jahren Ehe. Mit seiner zweiten Frau Annemarie war er bis zu seinem Tod verheiratet.

## Werk
Nach Günter Wirth kann Feldkellers Werk im Zeitraum von den 1920er Jahren bis zur Machtergreifung von 1933 in verschiedene Fachrichtungen eingeteilt werden, die ihrerseits darauf hindeuten würden, dass Feldkeller interdisziplinär zwischen Gebieten der Philosophie, Psychologie, Historiographie und (nach heutiger Definition) Politologie gearbeitet habe.
- Der ersten Arbeitsrichtung weist er Feldkellers Werke Der Patriotismus, dessen Fortführung Das Vaterland sowie die folgenden Werke Ethik für Deutsche (1921) und Verständigung als philosophisches Problem (1928, im Folgejahr in der Frankfurter Zeitung durch Theodor Heuss rezensiert) zu. Die dort aufgegriffenen Themen hätten es Feldkeller nach dem Zweiten Weltkrieg ermöglicht, diese als Leitmotive neu aufzunehmen und insbesondere mit seinen Forschungen im Grenzgebiet zwischen Philosophie und Psychologie zu verbinden.
- Die zweite Richtung verortet Wirth in der Philosophiegeschichte, zu sehen in einem 1928 erschienenen Beitrag der Kant-Studien, der Zeitschrift der Kant-Gesellschaft, zur „Philosophisch-Geographischen Forschung“, einem Die Philosophie der Völker im Spiegel ihrer Gesellschaften betitelten Aufsatz in Reichls Philosophischem Almanach 1925/26 sowie seiner 1928 erfolgten Bearbeitung von „Karten und Texten“ im Deutschen Kulturatlas. Im Philosophischen Almanach von 1924 publizierte Feldkeller auch eine Geschichte der philosophischen Zeitschriften.
- Als dritte Richtung folgen Feldkellers systematisch-philosophische Arbeiten, mit denen er einen „eigenen denkerischen Impuls“ gegeben habe. Wirth sieht hier als Übergang von den philosophiegeschichtlichen Interessen das 1922 erschienene Graf Keyserlings Weg zum Übersinnlichen als einen Vertreter, vor allem jedoch Sinn, Echtheit, Liebe nach Paul Hofmanns Sinn-Analyse und deren Bedeutung für die Weltanschauungskrise der Gegenwart (1931). Auch das Nachkriegswerk Das unpersönliche Denken (1949), das in Zusammenhang mit der ersten Forschungsrichtung stehe, zähle hierzu.
- Die vierte Richtung definiert Wirth schließlich als ein Wirken im religionsphilosophischen, auch theologische Fragen umfassenden Bereich. Hierzu zählt er Die Idee der richtigen Religion (1921) ebenso wie die im gleichen Jahr in der Internationalen Kirchlichen Zeitschrift erschienene Betrachtung zur Glaubenspsychologie und Glaubenspädagogik. Besonders hervorgehoben wird von Wirth der Aufsatz Religion und Philosophie (1928), der im Jahrbuch der Schopenhauer-Gesellschaft erschien. Es sei daher „in gewisser Weise folgerichtig“, dass die Herausgeber der Lexikonreihe Religion in Geschichte und Gegenwart Feldkeller mit dem Artikel über Keyserling (1959) betrauten.

Als scheinbar aus dem Rahmen fallend sieht Wirth Feldkellers Buch Der Brief des Kaufmanns (1924), das sich zu dessen erfolgreichstem Werk entwickelte, das bis 1974 in 14 Auflagen erschien und heute immer noch (Stand 2015) durch den Springer-Wissenschaftsverlag vertrieben wird. Das 1921 erschienene Logik für Kaufleute. Eine Denklehre für Geschäft und Alltag. wurde auch in einer Übersetzung in den Niederlanden veröffentlicht.
Dass Feldkeller nach dem Zweiten Weltkrieg sein früheres Wirken wieder aufgriff, zeigt sich auch in seiner Unterstützung der Wiedergründung der Kant-Gesellschaft sowie in seinem finalen Werk Wörterbuch der Psychopolitik als Zusammenfassung seines Schaffens. Von Günter Wirth eher „einem militanten antinationalistischen Republikanismus“ als „Vernunft-Republikanismus“ zugerechnet, teilte Feldkeller jedoch andere weit verbreitete Ansichten seiner Zeit, wie sich dies in seiner Zubilligung positiver Aspekte des Krieges 1914 wie auch in seiner Aversion der afroamerikanischen Bevölkerung gegenüber zeigte.